# ニェンビ
ニェンビ（スペイン語: Ñemby、発音 [ɲeˈᵐbɨ]）は、パラグアイの中央県の都市。
2016年の人口は12万6817人で、国内9位。
大アスンシオン都市圏に含まれる。

## 人口
- 1982年7月11日：2556人
- 1992年8月26日：2万6999人
- 2002年8月28日：7万1909人
- 2005年7月1日：8万4976人
- 2016年7月1日：12万6817人